# 1896-os magyar atlétikai bajnokság
Az 1896-os magyar atlétikai bajnokságot – amely az 1. magyar bajnokság volt, az athéni olimpiai játékok hatására rendezte meg a Magyar Atlétikai Club (MAC), két számban, a 100 yardos és az 1 mérföldes síkfutásban. 1896-tól 1902-ig a MAC rendezte az atlétikai bajnokságokat, 1903-tól rendezi a Magyar Atlétikai Szövetség az országos bajnokságot.
1897-ben hét klub alapította meg a Magyar Atlétikai-szövetséget (MASZ), a magyar atlétika vezető egyesülete az 1875-ben alakult Magyar Atlétikai Club (MAC) volt. Kezdetben a tornászegyletek rendeztek népies atlétikai gyakorlatokat különböző futó-, ugró- és dobószámokban. A kezdeti időszakban a MASZ és a MOTESZ közti vetélkedés határozta meg az atlétikai életet, csak az 1900-as évek elején növekedett annyira meg az atlétikai szövetség tekintélye, hogy egyedüli képviselője lett az atlétikai számoknak.

## Eredmények

### Férfiak
| Versenyszám | Arany                              | Arany  | Ezüst                    | Ezüst | Bronz                        | Bronz |
| ----------- | ---------------------------------- | ------ | ------------------------ | ----- | ---------------------------- | ----- |
| 100 yard    | Szokolyi Alajos Magyar AC          | 10,8   | Mannó Leonidás Magyar AC |       | Zachár István Magyar AC      |       |
| 1 mérföld   | František Hron AC Trojlístek Praha | 5:25,6 | Sacher Gusztáv Magyar AC |       | Bohumil Rudl AC Sparta Praha |       |

### Magyar atlétikai csúcsok
- 1 000 m síkfutás 2:43,0 Vcs. (nh) Malcsiner Gyula 1894.